# Basilique San Giovanni Bosco
Pour les articles homonymes, voir Don Bosco (homonymie).
La basilique San Giovanni Bosco (en français : basilique Saint-Jean-Bosco) est une église de Rome située dans le quartier Don Bosco sur la viale et piazza San Giovanni Bosco. Elle est dédiée à Jean Bosco.

## Historique
La basilique est construite durant les années 1950 sur les plans de l'architecte Gaetano Rapisardi (it). La pose de la première pierre a lieu le 12 septembre 1952, la consécration le 2 mai 1959 par le cardinal Benedetto Aloisi Masella, et la fin des travaux réalisée en 1964. La basilique est allouée aux Salésiens, par un décret du cardinal Clemente Micara datant de novembre 1953, dont Jean Bosco était le fondateur et dont les cendres ont été transportées le jour d'après la consacration de Turin dans la crypte de la basilique en présence du pape Jean XXIII.
Depuis 1965, la basilique abrite le titre cardinalice San Giovanni Bosco in via Tuscolana et le 20 novembre de la même année le pape Paul VI l'élève au rang de basilique mineure.
La basilique est très présente, ainsi que le quartier Don Bosco, dans le film Mamma Roma (1962) de Pier Paolo Pasolini qui l'utilise à de très nombreuses reprises comme élément symbolique de son œuvre.

## Architecture et décorations
La basilique est bâtie sur un plan rectangulaire et est surmontée de deux imposantes coupoles. La plus grande fait 40 mètres de diamètre avec en son sommet une sculpture en bronze de trois mètres de hauteur, œuvre d'Alessandro Monteleone (it) représentant quatre anges portant une couronne surmontée d'une croix. La façade présente en son centre un bas-relief représentant l'apothéose de Don Bosco par Arturo Dazzi (en) et six statues représentant les archanges Michel et Gabriel (par Ercole Drei (it)), Saint François de Sales et Giuseppe Cafasso (par Giovanni Amoroso et Antonio Venditti), et les papes Pie IX et Pie XI (par Francesco Nagni). Le portail principal est fermé par une porte en bronze de 10 mètres de hauteur avec la présence de quatre autres portails secondaires surmontés de statues. La basilique possède trois campaniles symétriques disposés sur l'arrière de l'édifice.
L'intérieur de la basilique est sur un plan classique à trois nefs séparées par des pilastres et un transept. L'énorme coupole, décorée de mosaïques d'Augusto Ranocchi, illumine la travée centrale et des lustres en verre de Murano éclairent les deux nefs latérales. Les pilastres accueillent les sculptures du chemin de croix réalisé par Venanzo Crocetti. Les vitraux sont plus récents et sont l'œuvre de maitres verriers variés. Ils représentent l'Histoire de la Bible par Marcello Avenali et Lorenzo Bigotti, les Sept sacrements et les Œuvres de Miséricorde par Bruno Saetti (it), et enfin des vitraux dispersés dans l'église dus à Rolando Monti, Virgilio Guzzi et Luigi Montanarini. Le maître-autel sculpté dans un bloc monolithique de dix tonnes représente le Calvaire et la mort du Christ. La mosaïque du fond s'étend sur 100 m2 et représente La Gloire de Saint Giovanni Bosco ; elle est l'œuvre de Giovanni Brancaccio (en).
Diverses œuvres d'artistes italiens du XXe siècle décorent la basilique tels que Michele Gorrisi, Emilio Greco, Paolo Crida, Goffredo Verginelli, Baccio Maria Bacci, Attilio Torresini, Lorenzo Gigotti, Enrico Martini, Antonio Biggi, Primo Conti, Tommaso Bartolini, Mario Caffaro Rore, Emilio Notte, Oddo Aliventi, Silvio Consadori, Enzo Assenza.
Les orgues datant de 1959 sont composés de 5 000 tuyaux jouant sur 70 registres.
Une scène du film la Dolce Vita avec Marcello Mastroianni a été tournée dans cette église.

## Accès
La basilique est accessible par la ligne A du métro de Rome à la station Giulio Agricola.